# Partido Orientador Trabalhista
Partido Orientador Trabalhista (POT) foi um partido político brasileiro que disputou as eleições de 1947 e de 1950. Nas eleições de 1950 o partido, junto ao PSD e o PR, apoiou a candidatura de Altino Arantes à vice-presidência da República. Depois de ter resultados inexpressivos nas eleições de 1950, teve seu registro cassado pelo Tribunal Superior Eleitoral em 1951, sendo extinto logo em seguida.

## Histórico eleitoral

### Eleições presidenciais
| Eleição | Candidato               | Vice                 | Coligação         | Votos     | %           | Resultado |
| ------- | ----------------------- | -------------------- | ----------------- | --------- | ----------- | --------- |
| 1950    | Cristiano Machado (PSD) | N/A                  | PSD; PR; POT; PST | 1.697.173 | 21,49% (#3) | Perdeu    |
| 1950    | N/A                     | Altino Arantes (PSD) | PSD; PR; POT      | 1.649.309 | 23,40% (#3) | Perdeu    |

### Eleições à Câmara dos Deputados e ao Senado
| Eleição | Câmara dos Deputados | Câmara dos Deputados | Câmara dos Deputados | Câmara dos Deputados | Senado | Senado | Senado   | Senado  | Notas       |
| Eleição | Votos                | %                    | Cadeiras             | +/-                  | Votos  | %      | Cadeiras | +/-     | Notas       |
| ------- | -------------------- | -------------------- | -------------------- | -------------------- | ------ | ------ | -------- | ------- | ----------- |
| 1950    | 19.384               | 0,25%                | 0 / 304              | Estável              | 19.479 | 0,24%  | 0 / 22   | Estável | [ 6 ] [ 7 ] |